# Carré Otis
Carré Brennan Otis (São Francisco, 28 de setembro de 1968) é uma modelo e atriz norte-americana.

## Vida
Nascida em São Francisco, e criada no Condado de Marin, Califórnia junto com sua irmã mais velha Chrisse e seu irmão Jordan. Ela frequentou a Marin Academy em São Rafael e a John Woolman School em Nevada City, Carré Otis começou a ser atriz aos 14 anos de idade.

## Carreira
Carré foi descoberta aos 16 anos pelo presidente e director criativo da Elite Model Management, John Casablancas. Depois, o seu trabalho com a Guess levou-a a trabalhar com fotógrafos famosos como Bruce Weber e Herb Ritts.
Os seus outros trabalhos incluem capas de revistas como Elle, Vogue, Harper's Bazaar, Cosmopolitan, Allure, Mirabella e  Marie Claire. Também apareceu em diversos catálogos dos quais se destacam o Pirelli Calendar, a Calvin Klein, e o Sports Illustrated Swimsuit Millennium Edition. Otis foi duas vezes capa da revista Playboy.
A sua estréia no cinema deu-se no filme Wild Orchid (br: Orquídea Selvagem) (1990), contracenado com Mickey Rourke depois em 1996 entrou em outro filme de Rourke, Exit in Red.
Otis começou a namorar Mickey Rourke logo após o lançamento de Wild Orchid. O casal se casou em 1992. Em 1994, Rourke foi preso por maus-tratos, mas as acusações foram retiradas mais tarde. Otis lutou contra a anorexia e a dependência em drogas, vícios que a atormentavam desde sua adolescência. Com a ajuda de Rourke, Otis conseguiu se livrar da heroína em 1994, mas sua luta com outras substâncias continuou até 1996. Em 2001, Otis disse que ela tinha tudo misturado, incluindo "álcool, anti-depressivos, gadernais, downers e pílulas de dieta". Ela observou que na mesma entrevista ela e Rourke "tinham personalidades igualmente explosivas" e teve sua própria depressão. "Nós dois somos viciados em drama". O casal se divorciou em 1998.
Em 2005, Otis casou-se com Matthew Sutton, um cientista ambiental. Ela e Sutton têm duas filhas Jade (nascida em 2006) e Kaya (nascida em 2008). Eles vivem no Colorado.
Sua autobiografia, Beauty Disrupted: A Memoir foi lançada em outubro de 2011.
Ela é também a modelo no cartaz em cima da cama de Rusty no filme National Lampoon's Christmas Vacation de 1989. O cartaz é assinado por "Georges Marciano", o co-fundador da empresa de roupas Guess.
Carré Otis também é famosa por suas muitas tatuagens. Tem uma rosa e um símbolo japonês na anca direita, um símbolo tibetano na anca esquerda, um anjo nas costas e um pássaro de fogo no pulso.